# Bojongsari (Nyalindung)
Bojongsari is een bestuurslaag in het regentschap Sukabumi van de provincie West-Java, Indonesië. Bojongsari telt 3346 inwoners (volkstelling 2010).